# Màrjorie Gerardi
Marjorie Gerardi (São Paulo, 14 de março de 1989) é uma atriz e bailarina brasileira. Iniciou sua trajetória atrelada aos palcos junto ao ballet clássico. A proximidade entre as duas artes a fez se aproximar do teatro, passando a atuar em diversas peças desde os 13 anos de idade. Formada em cinema pela Universidade Anhembi Morumbi, a atriz tem uma carreira consolidada e promissora no audiovisual, tendo atuado em filmes, novelas e séries de grande repercussão.

## Carreira
Marjorie se moldou como atriz dentro do palco do teatro, onde atuou em mais de 10 espetáculos, com destaque para “Manual para dias chuvosos” e “Diga que você já me esqueceu”. A artista, apesar de seu sucesso recente no cinema, nas séries e na televisão, garante não querer se desgarrar do segmento teatral por este “nutrir seu lado atriz”.
Em 2016, no entanto, foi escalada para viver a personagem Tainá, na novela Rock Story, exibida pela Rede Globo. A repercussão da interpretação a permitiu ganhar notoriedade e entrar de vez para o mundo televisivo.
Desta novela em diante, Marjorie atuou, ainda na Globo, na série “Cidade Proibida” (2017) e a minissérie “Se Eu Fechar os Olhos Agora” (2018). No cinema participou do longa “Mais forte que o mundo – a história de José Aldo” (2016), no papel de Rosilene, irmã do lutador. Em 2020, foi vencedora do Rio Web Fest com a websérie “Sintomas”, projeto autoral de comédia. A série se passa no contexto da pandemia do COVID-19 e mostra uma atriz, que também se chama Marjorie, em consultas on-line com o seu terapeuta, vivido por Augusto Madeira. A obra foi escrita, roteirizada, dirigida e produzida por Gerardi e aborda temas como política, gravidez psicológica, limpeza espiritual, asma e muitos outros até chegar em Deus. Em 2021 entrou para o elenco da novela “Gênesis” na Record, vivendo a personagem Heidi.
Seguindo no audiovisual, Màrjorie participou de títulos como “À mesa” (Canal Brasil), e três longas-metragens: “Sophia”, atuando como protagonista da trama , “Amor, confuso amor”  e “O Sequestro” como Cidinha (a primeira esposa do apresentador Silvio Santos), além de “Coisa Mais Linda” (2019), para a Netflix, "Crime Time" (2016), e “Amigo de Aluguel” (2018), para o Universal Channel.
Em 2017, a atriz teve a oportunidade de atuar em Bollywood, no filme de aventura Amazon Obhijaan, que se passa na Amazônia, interpretando a personagem Isabela . Marjorie também já atuou em diversos comerciais de televisão.
Em setembro de 2023, Màrjorie está atuando na série produzida pela Globoplay: “As Aventuras de José e Durval”, obra que contará a trajetória de carreira e vida de Chitãozinho e Xororó. No projeto, Màrjorie será Noely, esposa de Xororó e mãe de seus filhos Sandy e Junior.
Ainda em 2023, Màrjorie terá a oportunidade de interpretar Tarsila do Amaral na série intitulada “Aqueles Dias”, que contará a história da Semana de Arte Moderna de 1922.

## Filmografia

### Televisão e Streaming
| Ano  | Título                        | Personagem        |
| ---- | ----------------------------- | ----------------- |
| 2007 | Dance Dance Dance             |                   |
| 2016 | Rock Story                    | Tainá             |
| 2017 | Cidade Proibida               | Noeli             |
| 2017 | Crime Time                    | Jéssica           |
| 2018 | Se eu Fechar os Olhos Agora   | Shirlei           |
| 2019 | Coisa Mais Linda              | Vânia             |
| 2020 | Sintomas                      | Marjorie          |
| 2021 | Gênesis                       | Heidi             |
| 2023 | As Aventuras de José e Durval | Noely             |
| 2023 | Aqueles Dias                  | Tarsila do Amaral |

### Cinema
| Ano  | Título                                           | Personagem |
| ---- | ------------------------------------------------ | ---------- |
| 2016 | Mais Forte que o Mundo – a História de José Aldo | Rosilene   |
| 2018 | Sophia                                           | Sophia     |
| 2019 | Amor, confuso Amor                               | Aninha     |
| 2024 | Silvio                                           | Cidinha    |
| 2025 | MMA - Meu Melhor Amigo                           | [ 26 ]     |

## Prêmios e Indicações
| Ano  | Prêmio       | Indicação                  | Resultado |
| ---- | ------------ | -------------------------- | --------- |
| 2020 | Rio Web Fest | Melhor Atriz de Comédia    | Indicada  |
| 2020 | Rio Web Fest | Melhor Série da Quarentena | Venceu    |